# Munkbrarup Mølledam
Munkbrarup Mølledam (dansk), også Munkbrarup Mühlenteich eller Rüder See (tysk), er en langstrakt indsø beliggende i det nordlige Tyskland mellem Lyksborg og Ryde. Området ligger i det nordlige Angel i Sydslesvig. Mølledammen danner med Lyksborg Slotsø, Vesterværk Sø, Røjkær Sø, Gammel og Ny Pugum Søer en gruppe af flere mindre indsøer i omegnen omkring Lyksborg. Søen har tilløb af Brarup Å (også Runbæk, Ryde eller Munkbrarup Å), der ved søens nordvestlige ende forlader søen igen og løber ud i Svendå og senere i Flensborg Fjord. Nordøst for søen ligger Rydeled (Rüdeheck), ved enden af møllemdammen i Lyksborg ligger Ulstrupmark (Ulstrupfeld) og Mølledamsende. Søens navn henviser til dens beliggenhed i det forhenværende Munkbrarup Herred og Sogn.